# ماکیچ مارگاریان
ماکیچ شاکاری مارگاریان (ارمنی: Մակիչ Շաքարի Մարգարյան؛ زادهٔ ۱۴ آوریل ۱۹۵۱) بازیگر اهل ارمنستان است.

## زندگی‌نامه
وی در ۱۴ آوریل ۱۹۵۱ در نوکزار به دنیا آمد و از آکادمی دولتی هنرهای زیبای ارمنستان فارغ‌التحصیل گشت. وی برنده جوایزی همچون مدال موسس خورناتسی است.